# Панов, Юрий Владимирович
Юрий Владимирович Панов (18 сентября 1983, Москва) — заслуженный мастер спорта России по Кудо, чёрный пояс III дан.

## Спортивные достижения
- Чемпион России по кудо 2006 года.
- Финалист чемпионата Европы по кудо 2008 года.
- Чемпион мира по кудо 2009 года.
- Обладатель Кубка мира по кудо 2011 года.
- Чемпион России по кудо 2017 года.
- Чемпион России по кудо 2018 года.

## Личная жизнь
Женат, имеет сына (2018 г.р.).
Увлекается клубной жизнью и мотоспортом. Основатель Клуба «Кудо Титан». Иногда снимается в кино каскадёром.
Он вегетарианец.